# Correção bolométrica
Em astronomia, correção bolométrica é a correção feita na magnitude absoluta de um objeto, de modo a converter a sua magnitude aparente em magnitude bolométrica. É um valor alto para estrelas que irradiam grande parte de sua energia fora da faixa visível do espectro eletromagnético. Ainda não existe uma escala uniforme e padronizada para esta correção.

## Descrição
Matematicamente, este cálculo pode ser expresso como:
{\displaystyle CB=M_{bol}-M_{V}\!\,}
A tabela seguinte é um subconjunto da tabela de Kaler (pág. 263), listando a correção bolométrica para uma relação de estrelas. Para a tabela completa, o trabalho referenciado deve ser consultado.
| Classe | Sequência Principal | Gigantes | Supergigantes |
| ------ | ------------------- | -------- | ------------- |
| O3     | -4,3                | -4,2     | -4,0          |
| G0     | -0,10               | -0,13    | -0,1          |
| G5     | -0,14               | -0,34    | -0,20         |
| K0     | -0,24               | -0,42    | -0,38         |
| K5     | -0,66               | -1,19    | -1,00         |
| M0     | -1,21               | -1,28    | -1,3          |

A correção bolométrica é alta tanto para estrelas antigas (quentes) quanto para novas (frias), no caso das primeiras porque uma parte substancial da radiação produzida está no ultravioleta, no das últimas porque grande parte está no infravermelho. Para uma estrela como o nosso Sol, a correção é apenas marginal, porque o Sol irradia a maior parte de sua energia no comprimento de onda visual.
Alternativamente, a correção bolométrica pode ser feita em magnitudes absolutas baseadas em outros comprimentos de onda fora do espectro eletromagnético visível. Por exemplo, e mais comumente para as estrelas mais frias, às vezes um conjunto diferente de valores de correção bolométrica é aplicado à magnitude absoluta no infravermelho, em lugar da magnitude absoluta visual.
Matematicamente, este cálculo pode ser expresso como:
{\displaystyle CB_{K}=M_{bol}-M_{K}\!\,}
onde MK é o valor da magnitude absoluta e CBK é o valor da correção bolométrica na banda K.

## Estabelecendo a escala de correção
A escala de correção bolométrica é definida pela magnitude absoluta do Sol e uma magnitude bolométrica adotada para o Sol. A escolha da magnitude absoluta, a correção bolométrica e a magnitude bolométrica absoluta solares não são arbitrárias, embora algumas referências clássicas tenham tabulado valores mutuamente incompatíveis para essas grandezas. A escala bolométrica tem historicamente variado razoavelmente na literatura, com a correção bolométrica do Sol na banda visual variando entre -0,19 e -0,07 magnitude.
A XXIX Assembleia Geral em Honolulu da União Astronômica Internacional (UAI) adotou a Resolução B2 de agosto de 2015, sobre os pontos zero recomendados para as escalas de magnitude bolométrica absoluta e aparente.
A Resolução B2 propôs uma escala de magnitude bolométrica absoluta onde {\displaystyle \scriptstyle M_{bol}=0} corresponde à luminosidade 3,0128e28 watts, com o ponto de luminosidade zero sendo escolhido de forma que o Sol (com luminosidade nominal 3,828e26 W) corresponda à magnitude bolométrica absoluta de {\displaystyle \scriptstyle M_{bol_{\rm {Sol}}}=4,74}. Colocando-se uma fonte de radiação (uma estrela, por exemplo) à distância padrão de 10 parsecs, segue-se que o ponto zero da escala de magnitude bolométrica aparente {\displaystyle \scriptstyle m_{bol}=0} corresponde à irradiância {\displaystyle \scriptstyle f_{o}=2,518021002...e-8\ W/m^{2}}, onde a irradiância solar total nominal, medida a 1 Unidade Astronômica (1361 W/m2) corresponde a uma magnitude bolométrica aparente do Sol de {\displaystyle \scriptstyle m_{bol_{\rm {Sol}}}=-26,832}.
Uma proposta similar da IAU em 1999 (com um ponto zero ligeiramente diferente, ligado a uma estimativa obsoleta da luminosidade solar) havia sido adotada nas Comissões 25 e 36 da IAU. Entretanto, ela nunca chegou a ser votada em Assembleia Geral, e subsequentemente foi apenas esporadicamente adotada por astrônomos na literatura.